# 药失谋
藥失謀，蒙古帝国人物，弘吉剌部按赤歹氏。
忽必烈时，药失谋以功臣后裔，擢升为襄陽統軍司經歷，改任宿州達魯花赤，都没有就任。樞密副使孛羅、御史中丞木八剌将他推荐给忽必烈，奏道：「他是忽押忽辛之子，请以其祖父八思不花的虎符授给他。」于是擢升为中順大夫、金剛臺達魯花赤，不久改任光州達魯花赤。历任安東州、河中府、溫州、潞州達魯花赤，以建康路達魯花赤致仕。

## 家系
- 祖父：八思不花
  - 父：忽押忽辛
    - 药失谋
      - 子：阔里吉思